# Tomislav Marić
Tomislav Marić (Heilbronn, 28 gennaio 1973) è un ex calciatore e allenatore di calcio croato con cittadinanza tedesca, di ruolo attaccante.
Anche suo fratello minore Marijo fu un calciatore.

## Carriera

### Club
Nato da genitori bosno-croati a Heilbronn, città del Baden-Württemberg, nell'allora Germania Ovest, iniziò la carriera nel 1992 con la compagine amatoriale del SpVgg 07 Ludwigsburg, che aveva sede nella vicina Ludwigsburg e che allora militava nell'Oberliga del Baden-Württemberg, al terzo livello del calcio tedesco. Trascorse due anni con la squadra, totalizzando 59 presenze e 14 gol.
Nel luglio 1994 pose la firma sul suo primo contratto professionistico. A ingaggiarlo fu il Karlsruhe, formazione della Bundesliga, in cui non fu schierato con regolarità dall'allenatore. Collezionò 44 presenze in massima divisione come subentrante dalla panchina nella stagione 1994-1995. Esordì in Bundesliga il 7 ottobre 1994 contro l'Eintracht a Francoforte sul Meno (vittoria per 1-0 dei padroni di casa), entrando in campo a cinque minuti dalla fine.
Lasciato il Karlsruhe, si accasò al SG Wattenscheid 09, nella Zweite Bundesliga, dove segnò 7 reti in 31 partite nel 1995-1996. Nella stagione seguente firmò per i Stuttgarter Kickers, altra squadra di seconda serie.
Trascorse quattro stagioni da titolare nei Kickers. Nell'ultima, il 1999-2000, si laureò capocannoniere di Zweite Bundesliga con 21 gol (quasi la metà del totale della squadra) in 33 partite, ottenendo la salvezza della formazione di Stoccarda e contribuendo al piazzamento finale al 15º posto. Nella medesima stagione la squadra raggiunse anche la semifinale di Coppa di Germania, persa per 2-1 con il Werder Brema, club di Bundesliga, dopo i tempi supplementari. In quattro annate con i Kickers il giocatore croato realizzò, in 112 partite di Zweite Bundesliga, 42 reti, la metà delle quali nell'ultima stagione.
Nell'estate 2000 fu ingaggiato dal Wolfsburg, formazione di Bundesliga, totalizzando 30 presenze e 6 gol in massima serie. La prima marcatura la mise a segno nella vittoria per 6-0 del Wolfsburg contro il Colonia il 21 ottobre 2000. Nella stagione 2001-2002 fu autore di 12 gol in 17 presenze, che lo elevarono a miglior marcatore stagionale della squadra. Nella stagione seguente si confermò tale con 12 gol, in 27 presenze. Perso il posto in squadra nella stagione 2003-2004, si trasferì al Borussia Mönchengladbach nel gennaio 2004, durante la finestra invernale del calciomercato. In soli sei mesi con i Puledri segnò una rete in 7 partite di Bundesliga.
Tornato al Wolfsburg nell'estate del 2004, nella prima parte della stagione militò tra le file della compagine giovanile nella Regionalliga Nord (terza divisione), in cui marcò 2 gol in 7 presenze. Nel gennaio 2005 fu reintegrato nella prima squadra e fu schierato 11 volte, segnando l'ultima rete della partita vinta per 4-0 contro l'Hansa Rostock, a pochi minuti dal sui ingresso in campo. In tre stagioni e mezza con il Wolfsburg fece registrare 85 presenze e 31 gol in campionato.
Nel luglio 2005 firmò per i giapponesi dell'Urawa Red Diamonds, dove rimase per sei mesi e fece il suo esordio in J-League (in tutto 13 presenze). Rientrato in Germania all'inizio del 2006, si accordò per un triennale con l'Hoffenheim, club della Regionalliga Süd (terza serie). Nei primi sei mesi realizzò 9 reti in 15 partite, e alla fine del 2005-2006 la squadra si classificò quarta, due posizioni dietro alla zona promozione.
Nel gennaio del 2006 passa all'Hoffenheim. Dopo i primi 6 mesi in cui ha segnato 9 goal in 15 partite, nella seconda stagione segna ben 17 goal in 26 partite, contribuendo alla promozione in Zweite-Liga del club. Tuttavia nella terza non gioca mai, tanto da ritirarsi alla fine dell'anno.

### Nazionale
Con la Nazionale croata Marić giocò un breve periodo tra il 2002 e il 2003. Debuttò in un'amichevole contro l'Ungheria l'8 maggio 2002, mentre il suo primo gol in Nazionale risale al 20 novembre dello stesso anno contro la Romania, nel corso di un'altra amichevole in cui prevalse, in trasferta, la Croazia per 1-0.
Fece 5 presenze nelle qualificazioni al campionato d'Europa 2004, in cui mise in porta il pallone del 3-0 contro il Belgio (4-0 il finale) il 29 marzo 2003. L'ultima presenza in Nazionale è dell'11 giugno di quell'anno contro l'Estonia, sempre per le qualificazioni a Euro 2004. Il bilancio di Marić con la selezione croata è di 9 presenze e 2 reti.

## Statistiche

### Cronologia presenze e reti in nazionale
| Cronologia completa delle presenze e delle reti in nazionale ― Croazia | Cronologia completa delle presenze e delle reti in nazionale ― Croazia | Cronologia completa delle presenze e delle reti in nazionale ― Croazia | Cronologia completa delle presenze e delle reti in nazionale ― Croazia | Cronologia completa delle presenze e delle reti in nazionale ― Croazia | Cronologia completa delle presenze e delle reti in nazionale ― Croazia | Cronologia completa delle presenze e delle reti in nazionale ― Croazia | Cronologia completa delle presenze e delle reti in nazionale ― Croazia |
| Data                                                                   | Città                                                                  | In casa                                                                | Risultato                                                              | Ospiti                                                                 | Competizione                                                           | Reti                                                                   | Note                                                                   |
| ---------------------------------------------------------------------- | ---------------------------------------------------------------------- | ---------------------------------------------------------------------- | ---------------------------------------------------------------------- | ---------------------------------------------------------------------- | ---------------------------------------------------------------------- | ---------------------------------------------------------------------- | ---------------------------------------------------------------------- |
| 8-5-2002                                                               | Pécs                                                                   | Ungheria                                                               | 0 – 2                                                                  | Croazia                                                                | Amichevole                                                             | -                                                                      | 46’                                                                    |
| 21-8-2002                                                              | Varaždin                                                               | Croazia                                                                | 1 – 1                                                                  | Galles                                                                 | Amichevole                                                             | -                                                                      | 46’                                                                    |
| 7-9-2002                                                               | Osijek                                                                 | Croazia                                                                | 0 – 0                                                                  | Estonia                                                                | Qual. Euro 2004                                                        | -                                                                      | 59’                                                                    |
| 20-11-2002                                                             | Timișoara                                                              | Romania                                                                | 0 – 1                                                                  | Croazia                                                                | Amichevole                                                             | 1                                                                      | 46’                                                                    |
| 12-2-2003                                                              | Spalato                                                                | Croazia                                                                | 0 – 0                                                                  | Polonia                                                                | Amichevole                                                             | -                                                                      | 67’                                                                    |
| 29-3-2003                                                              | Zagabria                                                               | Croazia                                                                | 4 – 0                                                                  | Belgio                                                                 | Qual. Euro 2004                                                        | 1                                                                      |                                                                        |
| 2-4-2003                                                               | Varaždin                                                               | Croazia                                                                | 2 – 0                                                                  | Andorra                                                                | Qual. Euro 2004                                                        | -                                                                      | 46’                                                                    |
| 30-4-2003                                                              | Stoccolma                                                              | Svezia                                                                 | 1 – 2                                                                  | Croazia                                                                | Amichevole                                                             | -                                                                      | 77’                                                                    |
| 11-6-2003                                                              | Tallinn                                                                | Estonia                                                                | 0 – 1                                                                  | Croazia                                                                | Qual. Euro 2004                                                        | -                                                                      | 61’                                                                    |
| Totale                                                                 |                                                                        | Presenze                                                               | 9                                                                      |                                                                        | Reti                                                                   | 2                                                                      |                                                                        |